# Brendan Galloway
Brendan Galloway (Harare, 17 de marzo de 1996) es un futbolista zimbabuense nacionalizado británico que juega en la posición de defensa y su equipo es el Plymouth Argyle F. C. de la League One de Inglaterra.

## Trayectoria

### Milton Keynes Dons
Galloway hizo las divisiones formativas en el Milton Keynes Dons. E1 12 de noviembre de 2011, con quince años, debutó con el primer equipo en un encuentro por FA Cup ante Nantwich Town, partido que terminó con goleada 6-0.

### Everton  FC
Con 19 años, Galloway comenzó la temporada 2015-16 como titular en la posición de lateral izquierdo, en sustitución de Leighton Baines.

### West Bromwich Albion
El 22 de agosto de 2016 se confirmó que el defensa había concretado su traspaso a West Bromwich Albion equipo de la Premier League a préstamo por un año para disputar la temporada 2016-17.

## Clubes
| Club                                  | País       | Año       | Partidos | Goles |
| ------------------------------------- | ---------- | --------- | -------- | ----- |
| Milton Keynes Dons F. C.              | Inglaterra | 2011-2014 | 17       | 1     |
| Everton F. C.                         | Inglaterra | 2014-2019 | 21       | 0     |
| West Bromwich Albion F. C. (préstamo) | Inglaterra | 2016-2017 | 5        | 0     |
| Sunderland A. F. C. (préstamo)        | Inglaterra | 2017-2018 | 8        | 0     |
| Luton Town F. C.                      | Inglaterra | 2019-2021 | 6        | 0     |
| Plymouth Argyle F. C.                 | Inglaterra | 2021-     | 75       | 3     |